# Wouter Klootwijk
Wouter Klootwijk (Rhenen, 9 augustus 1945) is een Nederlandse journalist, columnist en (kinderboeken)schrijver.

## Loopbaan
Klootwijk is als journalist vooral geïnteresseerd in voedsel. Hij schreef onder het pseudoniem Ben de Cocq culinaire artikelen in de Groene Amsterdammer, Vrij Nederland, NRC Handelsblad en de Volkskrant, waar hij met Adriaan de Boer het duo De Boer & De Cocq vormde. Zij stelden aan koks en restauranteigenaars humoristische, maar bemoeizuchtige vragen. Hij maakte sinds 2003 bij de RVU het televisieprogramma Keuringsdienst van Waarde, waarin hij en andere journalisten op zoek gaan naar de waarheid achter de voedingsindustrie. In 2006-2008 maakte hij drie seizoenen van het televisieprogramma Klootwijk aan Zee. Van 2010 t/m 2015 maakte hij voor de RVU (later NTR) het programma De Wilde Keuken. Daarnaast schreef Klootwijk columns voor Het Parool, De Gelderlander, De Gooi- en Eemlander, Waterwerk Magazine, OVMagazine, Plus, NRC Handelsblad en een radiocolumn voor Vroege Vogels. Tot en met 2018 schreef hij ook columns voor de Leeuwarder Courant en het Dagblad van het Noorden.
In 1994 ontving Klootwijk de Kinderboekwinkelprijs voor Het erf van de oom van Adri.